# Рейнпарк Щадион
Рейнпарк Щадион във Вадуц е националният стадион на Лихтенщайн. Той приема домакинските мачове на националния отбор на Лихнтенщайн, както и мачовете на Лихтенщайнския топ футболен клуб ФК Вадуц.
Стадионът е открит официално на 31 юли 1998 с мач между ФК Вадуц, носител на купата на Лихтенщайн по това време и тогавашния немски шампион Кайзерслаутерн.Кайзерслаутерн печели мача с 8 – 0. Стадионът се намира на крайбрежието на река Рейн, на метри от границата с Швейцария. Рейнпарк Щадион има капацитет от 7838 седящи места. Строителството му струва около 19 милиона швейцарски франка.
Ливърпул играе контрола срещу Олимпиакос тук през 2005 година.